# 동명정보대학교
동명정보대학교(東明情報大學校, Tongmyong University of Information Technology)는 대한민국 부산광역시 남구에 있었던 사립 산업대학이다. 동일 법인의 전문대학인 동명대학과 통합하여 동명대학교로 개편되어 폐지되었다.

## 연혁
1995년 12월 28일, 학교법인 동명문화학원에 의하여 동명정보대학교가 설립되었다. 2004년 이후 통합추진위원회가 발족되어 동일 법인 내 전문대학인 동명대학과 통합을 추진하였다. 이후 2006년 3월 2일, 통합 대학인 동명대학교가 일반대학으로 개교를 앞두고, 같은 해 2월 28일을 끝으로 폐교하였다.

## 같이 보기
- 동명대학교
- 동명대학